# Latte acido

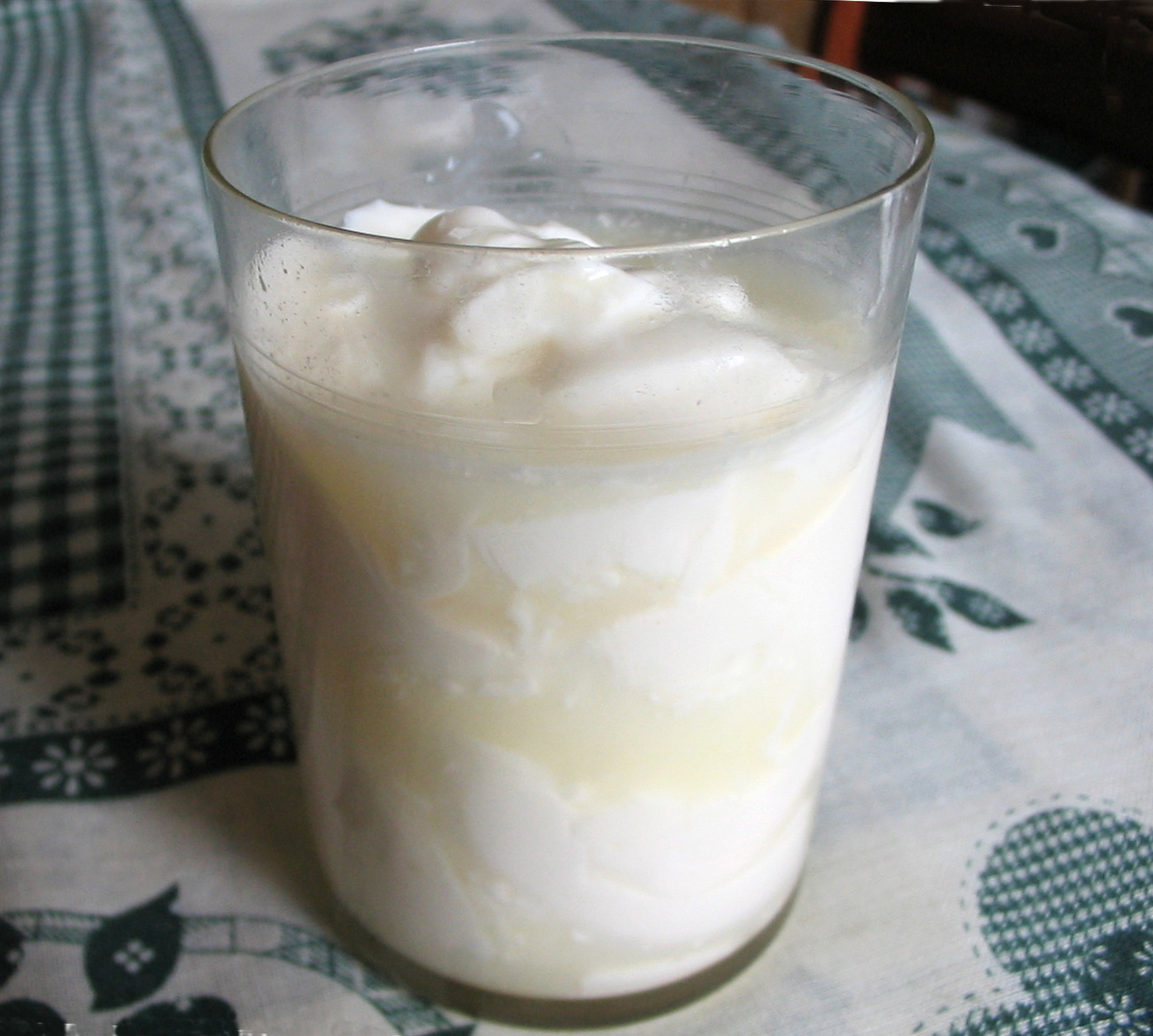
Un bicchiere contenente del latte acido

Il latte acido è una gamma di prodotti alimentari ottenuti dall'acidificazione del latte che gli conferisce un sapore aspro. 

## Caratteristiche
Il latte acido si ottiene attraverso la fermentazione batterica o l'aggiunta di un acido, come il succo di limone o l'aceto. L'acido fa sì che il latte si coaguli e si ispessisca, inibendo la crescita di batteri nocivi e aumentando la durata di conservazione del prodotto.
Il latte acido ottenuto dalla fermentazione batterica è più specificamente chiamato latte fermentato o latte inseminato. Tradizionalmente, il latte inacidito consisteva semplicemente in latte fresco lasciato fermentare per acidificazione spontanea in un luogo caldo per un giorno, spesso vicino a una stufa. Il moderno latte in polvere commerciale può differire dal latte che è diventato acido in modo naturale.
Il latte acido ottenuto con l'aggiunta di un acido organico, con o senza l'aggiunta di organismi microbici, è più specificamente chiamato latte acidificato. Negli Stati Uniti gli acidi utilizzati per produrre il latte acidificato includono l'acido acetico (che si può trovare nell'aceto), l'acido adipico, l'acido citrico (comunemente presente nel succo di limone), l'acido fumarico, il glucono delta-lactone, l'acido cloridrico, l'acido lattico, l'acido malico, l'acido fosforico, l'acido succinico e l'acido tartarico.
Il latte crudo che non è diventato acido è a volte indicato come "latte dolce", perché contiene il lattosio. La fermentazione trasforma il lattosio in acido lattico, che ha un sapore moderatamente aspro. Prima dell'invenzione della refrigerazione il latte crudo spesso diventava acido prima che potesse essere consumato, e varie ricette lo usavano come ingrediente. Il latte acido prodotto dalla fermentazione differisce nell'aroma da quello prodotto dall'acidificazione, perché gli acidi comunemente aggiunti nella produzione commerciale hanno caratteristiche organolettiche diverse dall'acido lattico e anche perché la fermentazione può introdurre nuovi aromi. I moderni standard di sicurezza alimentare indicano che il latte diventato acido non è considerato sicuro da bere. Il latticello è un comune sostituto moderno del latte naturale.
Dagli anni settanta, alcuni produttori hanno usato l'acidificazione chimica al posto degli agenti biologici (acidi organici o batteri lattici).